# Izabella Sangalli
 Izabella Frederico Sangalli  (Americana, 31 de março de  1995) é uma basquetebolista profissional brasileira que atua como ala.
Iza fez parte do elenco da Seleção Brasileira de Basquetebol Feminino no Pan de Lima de 2019, em Lima.